# V2 3인의 첩보전
V2 3인의 첩보전(Operation Crossbow)은 영국에서 제작된 마이클 앤더슨 감독의 1965년 드라마, 전쟁 영화이다. 소피아 로렌 등이 주연으로 출연하였고 카를로 폰티 등이 제작에 참여하였다.

## 출연

### 주연
- 소피아 로렌
- 조지 퍼파드
- 트레버 하워드

### 조연
- 존 밀스
- 리차드 존슨
- 톰 커트니
- 제레미 켐프